# Osvalde Lewat
Osvalde Lewat est une écrivaine, photographe et réalisatrice franco-camerounaise née le 17 septembre 1976 à Garoua au Cameroun.

## Biographie

### Enfance, formation et débuts
Née à Garoua, au Cameroun, Osvalde Lewat est la fille d'un directeur d'une filiale du groupe français Pechiney spécialisée dans la transformation de l'aluminium, à Douala. Grâce à sa mère, l'adolescente se passionne pour la lecture et le cinéma. Après le baccalauréat, elle intègre une école de journalisme. 
Elle est diplômée de Sciences Po Paris et de l'École supérieure des sciences et techniques de l'information et de communication de Yaoundé (ESSTIC). 
Elle travaille pour Cameroon Tribune, mais découvre les limites du métier et les exigences éditoriales d’un journal. Elle suit des stages de formation à l’image à la Femis à Paris et à Institut national de l'image et du son (INIS) de Montréal. Lors de son stage à l'INIS, en 2000, elle tourne Le Calumet de l'espoir, son premier court-métrage, avec des Amérindiens. 

### Vie privée
Osvalde Lewat est mariée et mère de deux enfants.

### Réalisation de documentaires
En 2003, elle réalise Au-delà de la peine, le portrait d'un prisonnier condamné à quatre ans de prison et maintenu dans les geôles de son pays, le Cameroun, pendant trente-trois ans. Deux ans plus tard, au Congo-Kinshasa, la situation des femmes violées pendant la guerre est le sujet d’Un amour pendant la guerre, qui dénonce la démission et la passivité de l'État devant les horreurs dont sont victimes les femmes. 
En 2007, son long-métrage documentaire Une affaire de nègres revient sur l'histoire d'une unité spéciale des forces de l'ordre au Cameroun qui a fait plus d'un millier de victimes : face au banditisme qui sévit à Douala, cette unité paramilitaire de la police a pour mission de terroriser les acteurs d'actes illégaux et procède à des exécutions sommaires sans chercher à établir au préalable une éventuelle culpabilité, ce qui est considéré par une partie de la population comme des dommages collatéraux inévitables,.

### Photographie
Osvalde Lewat expose son travail photographique en Europe, en Amérique et en Afrique. 
Sa série « Couleur Nuit » a été exposée à Paris, New-York, Bruxelles, Marseille. 
Sa série Marges, prise en République démocratique du Congo, est exposée à Kinshasa du 26 mai au 14 juin 2014. 

### Littérature
En 2021, Osvalde Lewat publie son premier roman, Les Aquatiques, aux éditions Les Escales. Le roman raconte l’histoire de Katmé, une femme d’une trentaine d’années mariée à un homme de pouvoir et dont la vie bascule le jour où son meilleur ami, son presque frère, est arrêté et emprisonné par l’État du Zambuena, le pays d’Afrique subsaharienne où ils vivent. Elle décide alors de se battre contre des forces qui la dépassent, pour faire libérer son ami. Sur cette voie-là, elle rencontrera comme premier adversaire son mari, le tout-puissant préfet de la capitale, membre du parti au pouvoir, homme politique qui entend continuer à gravir sans encombre l’échelle sociale. Elle rencontrera aussi un adversaire encore plus inattendu, elle-même. Elle qui a grandi à l’ombre des injonctions du patriarcat et de la masculinité et qui a été élevée pour être « une vraie femme ».    

## Filmographie
- MK, l’armée secrète de Mandela, long métrage, 2023
- Land Rush, moyen métrage, Osvalde Lewat, Hugo Berkeley, 2012
- Sderot, seconde classe, documentaire, 2011, 80min
- Une affaire de nègres, documentaire, 2009, 88 min
- Les Disparus de Douala, documentaire, 2007, 52 min
- Un amour pendant la guerre, documentaire, 2005, 63 min
- Au-delà de la peine, documentaire, 2003, 50 min
- Itilga (Les destinées), documentaire, 2001
- 140, rue du bac, documentaire, 2001
- Le Calumet de l'espoir, documentaire, 2000
- les aquatiques [11]

## Expositions

### Au coeur des Lumières
- Agence Française de Développement, Paris, 2023
- Galerie K-Lala, Ouagadougou, 2020

### Face
- Recreatrales[12], Ouagadougou, 2022

### Lumières Africaines
- Grand Palais Ephémère, Paris, 2021
- Galerie Françoise Livinec, 2021
- Musée Mohamed VI, Rabat, 2021

### Couleur nuit
- Galerie 29, Paris, 2015
- Galerie Marie-Laure de l'Ecotais, Paris, 2015
- New-York, août, 2016
- Marseille, 2017
- Ostende, 2017

### Marges
- Halle de la Gombé (Institut français de la république démocratique du Congo) et Boulevard du 30 Juin, Kinshasa, 2014[8]

## Publications
- Congo couleur nuit, textes de Yannick Vigouroux, Lye Yoka, Atiq Rahimi, photographies d'Osvalde Lewat, éditions Phenix, 2015
- Les Aquatiques, édition les Escales, 2021

## Prix, récompenses et honneurs
- Au-delà de la peine
  - Grand prix du film de télévision au Portugal
  - Prix des droits humains au festival de Montréal[13].
- Une affaire de nègres :
  - Grand prix du documentaire à Verone
  - Grand prix Justice à l‘écran et prix du public en Isère
  - Prix du meilleur documentaire et de la meilleure image au festival Vues d'Afrique de Montréal
  - Prix du jury au festival international de Dubai
  - Mention du jury au festival du film francophone d’Angoulême
  - Etalon de bronze du  documentaire au FESPACO (Burkina Faso) en 2009[14]
- Why Poverty ?, série de huit courts documentaires dont Land Rush, de Hugo Berkeley et Osvalde Lewat : Peabody Awards, 2013[15].
- Les Aquatiques : Grand prix panafricain de littérature, 2022[16],[17].

- Prix Ahmadou Kourouma de littérature, 2022[18].

- Prix de l’Académie Française du rayonnement de la langue et de la littérature françaises, 2022[19].